# アントニヌス・ピウスの記念柱
アントニヌス・ピウスの記念柱（ラテン語: Columna Antonini Pii，イタリア語: Colonna di Antonino Pio）は古代ローマ時代のローマ カンプス・マルティウス地区に建てられた記念柱。ローマ帝国第15代皇帝アントニヌス・ピウスを称えるこの塔は、マルクス・アウレリウス・アントニヌス帝とルキウス・ウェルス帝により161年に建てられた。

## 概要
記念柱は高さ14.75m、直径1.90mで、花崗岩で作られていた。マルクス・アウレリウスの記念柱やトラヤヌスの記念柱と違い、柱の表面は浮き彫りなどの装飾は施されていなかった。
記念柱の石材は、105年から106年にトラヤヌス帝の建築事業のために切り出されたものを流用しており、そのことは碑文から分かっている。記念柱はモンテ・チトーリオ広場に建てられていた。柱身部分は倒壊し現存していないが、台座の部分はバチカン美術館に移設され展示されている。